# Recensement de 2002 en Russie

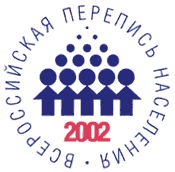
Emblème officiel du recensement russe de la population de 2002.

Le recensement de 2002 en Russie (en russe : Всеросси́йская пе́репись населе́ния 2002 го́да) est le premier recensement de la fédération de Russie effectué du 9 au 16 octobre 2002 par le Service fédéral des statistiques de l'État russe.